# Ariel Bugagad
Ariel Bugagad – filipiński zapaśnik w stylu klasycznym i wolnym.
Dwukrotny srebrny medalista igrzysk Azji Południowo-Wschodniej, a także złoty i srebrny mistrzostw Azji Południowo-Wschodniej w 1997. Drugi i trzeci w Pucharze Azji i Oceanii w 1998 roku. Siódmy na igrzyskach azjatyckich w 1998 w stylu wolnym i klasycznym. Szósty na mistrzostwach Azji w 1997 roku.